# Ioan Judea
Ioan Judea, IPA: io̯an ʒude̯a (Nagypapmező, 1933. április 21. – 2022. március 26.) román ezredes, Securitate-tag, a fekete március egyik nevezetes alakja. Kiemelkedő szerepe volt a felső-maros megyei román parasztok és bányászok leitatásában és felfegyverzésében, akiket később a magyarok ellen hergeltek.

## Élete
Bihar megyében, Nagypapmező településen született 1933. április 21-én. Egy évig molnártanoncként, majd három évig lakatosgépészként dolgozott. Három évig tanult Argeș megyében, Piteștiben, a Páncélostisztek Katonai Iskolájában. 1955-ben szakaszvezető, majd rövid időn belül hadtestparancsnok lett. Bukarestben, a Hadtechnikai Akadémián tanult tovább hadmérnökként. 35 éves katonai pályafutása után nyugalmazták.

## Részvétele a fekete márciusban
A romániai magyar kisebbséget kezdetben azzal vádolta a köztudottan magyarellenes, és soviniszta Vatra Românească kulturális szervezettel karöltve, hogy szeparatisták, és Erdély Romániától való leszakítására törekednek.
1990. március 19-én 13 autóbuszon hozatta be a kapákkal, botokkal és vasvillákkal felfegyverzett, ittas románokat, mint később kiderült, az utaztatásukat is ő állta. Ő volt az, aki Ion Scrieciu tábornokkal együtt a padláson rekedt magyarok, köztük Sütő András testi épségét garantálta. Eleinte a magyarok vonakodtak, Judea később tiszti becsületszavát adta rá, hogy senkinek nem lesz bántódása, csak jöjjenek már le onnan. De hiába. Továbbra is bizalmatlanok voltak vele a padláson lévők. Ekkor jelent meg Gheorghe Gambra parancsnok, Maros megye legfőbb rendőrfőnöke, de csupán tétlen szemlélő volt. 2 óra után sem jöttek le, ekkor Judea ezredes fenyegető hangnemre váltott, és közölte: Ha nem jönnek le, az ittas román csőcselék valóban felgyújtja a padlást. Sütő András szemtanúja volt, hogy katonai teherautókból hozták a benzint a gyújtáshoz. Judea addig bizonygatta, hogy nem lesz semmi bajuk, hogy végtére is elindultak lefelé páran.
De mikor az író lejött onnan, Vasile Țâra őrnagy felszólította a felheccelt tömeget: „Most jön az öreg, vegyétek kezelésbe!” Judea ezredes karba tett kézzel nézte végig, ahogy az erdélyi magyarság egyik legkiemelkedőbb irodalmi alakját félholtra verik. Gúnyosan annyit fűzött hozzá: „Ejnye, fiacskáim, mit csináltok?” Tettéért bíróság elé akarták állítani, de felmentették, és már másnap szabad volt.
Végül egy katonai teherautóra emelték fel az összevert Sütő Andrást, és két másik sebesült padláson rekedt magyart, amiről a feldühödött tömeg nemes egyszerűséggel letépte a tetejére kifeszített ponyvát, majd felugrott a platóra néhány közülük és botokkal ütlegelte a fekvő, tehetetlen sebesülteket. Judea ezredes, Țâra őrnagy, és a rendvédelem, illetve a katonaság összes jelenlevő tagja mindezt tétlenül nézte végig. Egyedül Gábor József magyar származású altiszt lépett közbe, aki testével védte Sütőt a saját kárára, mert őt is elkezdték ugyanúgy ütlegelni a románok. Mikor ezt a hadsereg meglátta, két román katona felugrott a platóra, de nem abból a célból hogy megvédjék a sérülteket, hanem nehogy tudomásra jusson, hogy a felbőszült tömeg a román hadsereg katonájára is rátámadt.
A tömeg megpróbálta marólúggal is kiégetni Sütő András szemeit, de Gábor József zubbonyát találták csak el, azonban azon lyukakat égettek vele.

## A fekete március után
A Duna Televízió vele készített interjúján azt nyilatkozta: „A hadsereg mindenhol ott volt. A hadsereg mindent ellenőrzött, és minden információ a birtokában volt. És ha akarja, elmondom, mert nem titok: Én, mint a városi tanács elnöke, nem szüntettem meg a titkosszolgálati szerveket, amelyek azelőtt léteztek. December 26-án azt mondtam nekik: Ti az országot és a népet szolgáltátok az eskütökhöz híven. A vezetőség megváltozott. Aki nem akarja továbbra is szolgálni az országot és a népet, ahogyan megesküdött: az szabad. Senki nem távozott.”
2000. március 20-án mondott beszédében azt állította, az RMDSZ-esek puccsot terveztek Marosvásárhelyen, át akarták venni a hatalmat és az anyaországgal közösen tervezték meg ezt, emellett rengeteg alaptalan rágalmat is a magyarok számlájára igyekezett írni. Az 5 évvel későbbi megemlékezésen már nem hagyták felszólalni.

## Megjelent könyvei
- Tîrgu Mureș, Cumpăna lui martie. Val și ură („Marosvásárhely. Márciusi megpróbáltatás. Áradat és gyűlölet”) Tipomur Kiadó, Marosvásárhely, 1991